# Caires
Caires es una freguesia portuguesa del concelho de Amares, con 4,54 km² de superficie y 956 habitantes (2001). Su densidad de población es de 210,6 hab/km².